# Alloeorhynchus nigrolobus
Alloeorhynchus nigrolobus är en insektsart som beskrevs av Barber 1922. Alloeorhynchus nigrolobus ingår i släktet Alloeorhynchus och familjen fältrovskinnbaggar. Inga underarter finns listade i Catalogue of Life.